# Lac de Nino
Le lac de Nino, source du Tavignano (deuxième fleuve de Corse, tant par sa longueur que par son débit), est situé sur le plateau du Camputile. Il est entouré de pozzines, sortes de petits lacs tourbeux.

## Géographie
Longé par le GR20, il est très visité en particulier en saison estivale. Le bivouac y est interdit[réf. nécessaire]. 
C'est le 2e plus grand lac de Corse, après le lac de Bettaniella, avec une superficie de 6,5 hectares.

## Accès
- Depuis la station de ski du col du Vergio sur la D 84 à 10 km d'Evisa. Le sentier du GR20 part dans la forêt, sans grandes difficultés et accessible à tous marcheurs moyens. Au bout d'une heure, le sentier commence à grimper une première fois vers le col de Saint-Pierre (San Petru) à 1 452 mètres, puis continue pour passer deux crêtes à 1 816 m et 1 896 m, puis redescend légèrement vers le lac à 1 743 m.

Environ 700 m de dénivelé, 15 km aller-retour et 8 h de marche.
- Autre départ, toujours sur la D 84, mais à environ 8 km plus bas que la station, vers la maison forestière de Popaghja à 1 120 m. La dénivelée est un peu plus importante que le premier départ.

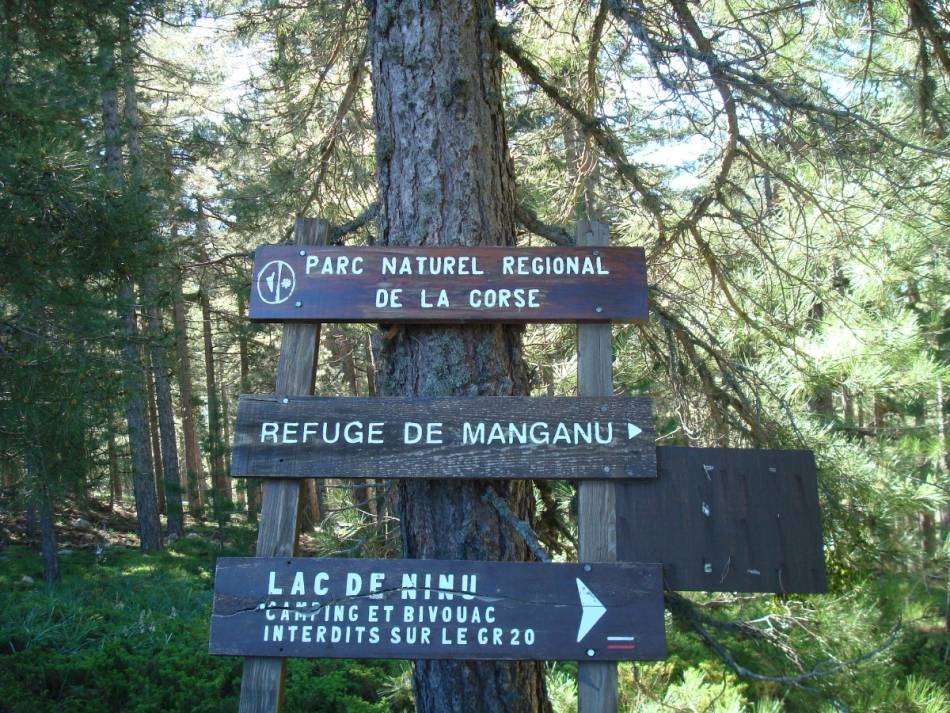
Point de départ de la station du Vergio.
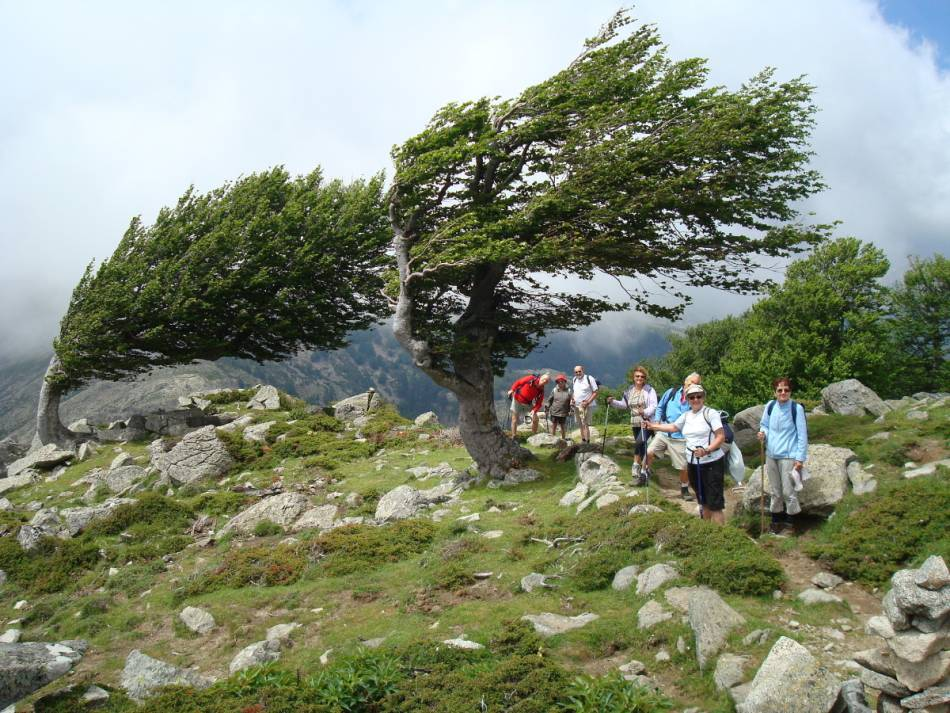
Passage de la crête vers le col du san Petru (Saint Pierre 1 452 m). Depuis quelques années, le deuxième arbre est mort.
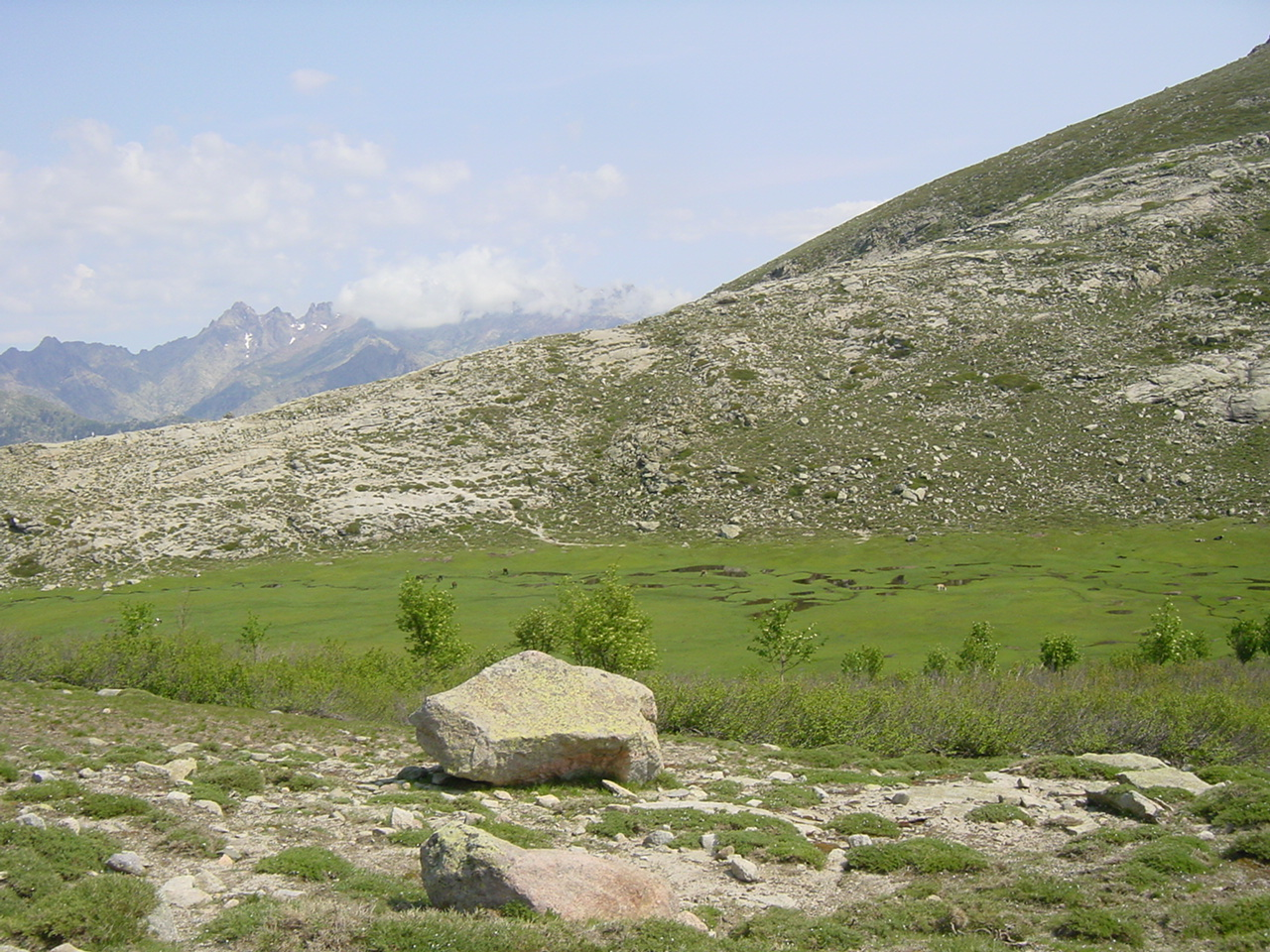
Lac de Nino et chevaux en liberté dans les pozzines.
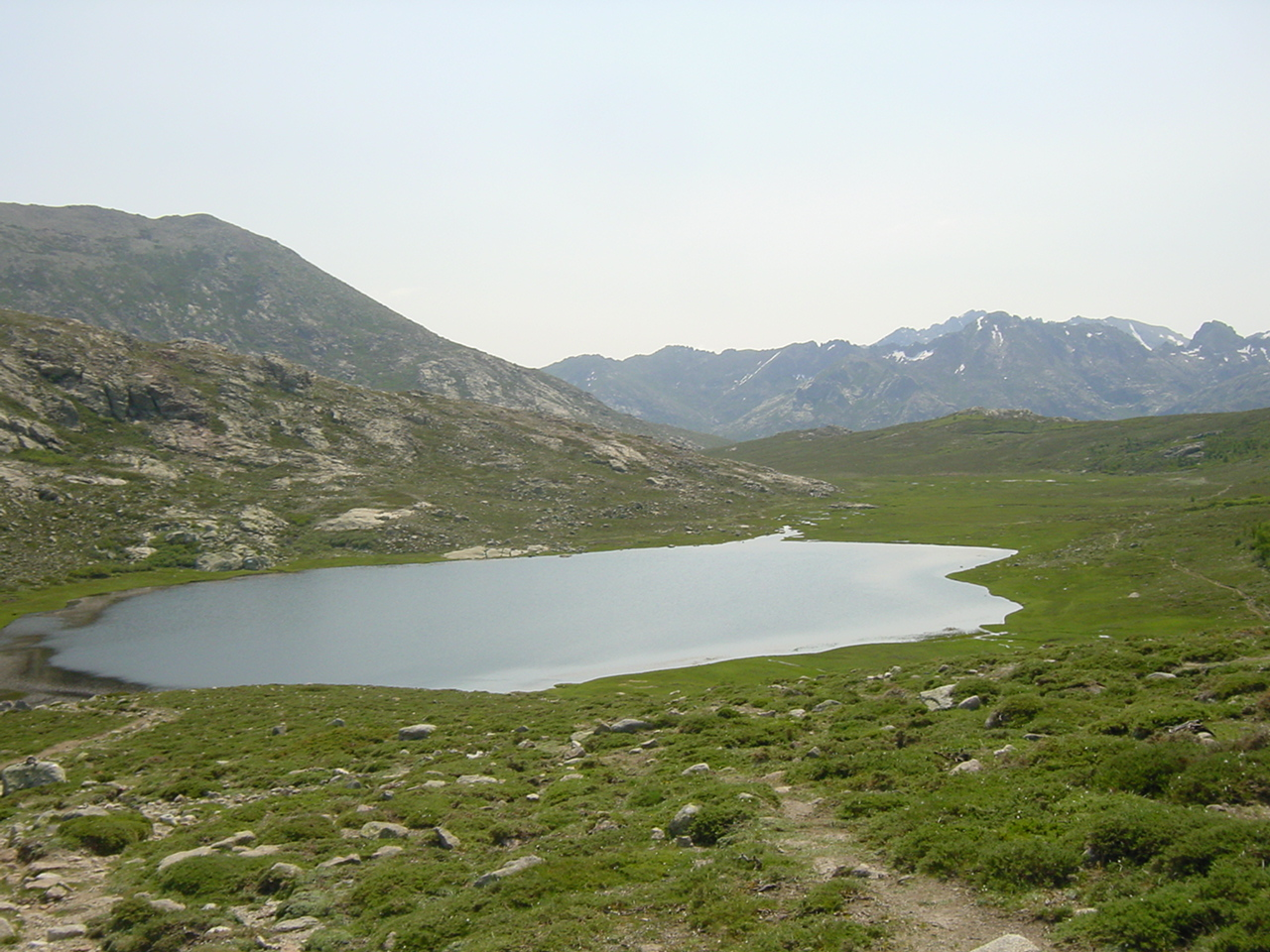
Vue du lac.